# Zosiminae
De Zosiminae zijn een onderfamilie van krabben (Brachyura) uit de familie Xanthidae.

## Geslachten
De Zosiminae omvatten de volgende geslachten:
- Atergatis De Haan, 1833
- Atergatopsis A. Milne-Edwards, 1862
- Lophozozymus A. Milne-Edwards, 1863
- Paratergatis T. Sakai, 1965
- Platypodia Bell, 1835
- Platypodiella Guinot, 1967
- Pulcratis Ng & Huang, 1977
- Zosimus Leach, 1818
- Zozymodes Heller, 1861